# Viola hirsutula
Viola hirsutula Brainerd – gatunek roślin z rodziny fiołkowatych (Violaceae). Występuje naturalnie w Stanach Zjednoczonych – w Alabamie, Connecticut, Delaware, Dystrykcie Kolumbii, na Florydzie, w Georgii, Indianie, Kentucky, Marylandzie, Missisipi, New Jersey, stanie Nowy Jork, Północnej Karolinie, Ohio, Pensylwanii, Południowej Karolinie, Tennessee, Wirginii i Wirginii Zachodniej. W całym swym zasięgu jest gatunkiem bliskim zagrożeniu, ale regionalnie – w Indianie – jest krytycznie zagrożony. 

## Morfologia
PokrójBylina dorastająca do 2–15 cm wysokości. Jest bezłodygowa, tworzy krótkie i grube kłącza.
LiścieBlaszka liściowa ma kształt od owalnego do nerkowatego. Mierzy 1–6 cm długości oraz 1–5 cm szerokości, jest piłkowana na brzegu, ma sercowatą nasadę i tępy wierzchołek. Górna powierzchnia jest owłosiona i zielonawosrebrzysta z ciemnofioletowymi żyłkami, natomiast od spodu jest naga i bladosrebrzysto-fioletowa. Ogonek liściowy jest nagi i ma 1–10 cm długości. Przylistki są równowąsko lancetowate.
KwiatyPojedyncze, osadzone na nagich szypułkach o długości 2–12 cm wyrastających z kątów pędów. Mają działki kielicha o kształcie od lancetowatego do jajowatego. Płatki są odwrotnie jajowate i mają barwę od jasno- lub ciemnoczerwonawo-fioletowej do niebieskofioletowej na obu powierzchniach, trzy dolne płatki są białawe u podstawy, z ciemnofioletowymi żyłkami, dwa płatki boczne są gęsto brodate, płatek najniższy mierzy 11–17 mm długości, posiada fioletową, garbatą ostrogę o długości 2-3 mm.
OwoceTorebki mierzące 8-12 mm długości, o elipsoidalnym kształcie. Nasiona są beżowe z brązowymi plamkami, o długości 1–1,5 mm.
Gatunki podobneRoślina jest podobna do gatunku V. walteri, który różni się wytwarzaniem łodyg oraz zajmuje inne siedliska.

## Biologia i ekologia
Rośnie w suchych lasach sosnowych lub liściastych, na poboczach dróg i cmentarzach. Występuje na wysokości od 100 do 1000 m n.p.m. Kwitnie od marca do czerwca. 

## Zmienność
W handlu dostępne są dwa kultywary: 
- V. hirsutula 'Alba' – o srebrzystych liściach z ciemnymi żyłkami[6]
- V. hirsutula 'Purpurea' – o bardzo ciemnych liściach[6]